# Distrito de Lamwo
El distrito de Lamwo es uno de los ciento once distritos administrativos que dan origen a la actual organización territorial de la República de Uganda. Su ciudad capital es la ciudad de Lamwo.

## Localización
Lamwo comparte fronteras internacionales con Sudán del Sur, y limita con los distritos ugandeses de Kitgum (al este y sudeste), Pader (al sur), Gulu (al sudoeste) y Amuru (por el oeste).

## Población
El distrito de Lamwo cuenta con una población total de 115.345 habitantes según las cifras suministradas por el censo poblacional llevado a cabo durante el año 2002 en Uganda.